# النظام المرجعي الأرضي الأوروبي 1989
النظام المرجعي الأرضي الأوروبي لعام 1989 (بالإنجليزية: European Terrestrial Reference System 1989)‏ ويختصر (EUREF)هو إطار مرجعي مرتكز على الأرض، حيث تكون الصفيحة الأوروآسيوية ككل ثابتة. ولا تخضع إحداثيات وخرائط أوروبا المستندة إلى النظام للتغيير بسبب الانجراف القاري.
ويرتبط تطوير النظام بالمعلومات النظام المرجعي الأرضي الدولي، حيث يتم توازن تمثيل الانجراف القاري بطريقة تجعل مجموع الزخم الزاوي الظاهر للوحات القارية، وولد رسمياً في اجتماع فلورنسا 1990، ووفقًا لقراره رقم 1، الذي يوصي بأن يكون النظام المرجعي للأرض الذي سيعتمده (EUREF) متزامناً مع النظام المرجعي الأرضي الدولي.

(EUREF) هو الإطار المرجعي الموصى به من قبل الاتحاد الأوروبي بالنسبة إلى لأوروبا. وهذا هو المسند الجيوديسي الوحيد الذي يتم استخدامه لأغراض رسم الخرائط والمسح في أوروبا.